# I'm Still Loving You
I'm Still Loving You es el tercer álbum de estudio del músico estadounidense Joe Stampley. Fue publicado en enero de 1974 a través de Dot Records.

## Recepción de la crítica
Un escritor no especificado de la revista Cash Box declaró: “Joe, un talento único, se está convirtiendo rápidamente en una de las fuerzas más vitales en la escena rural excesivamente competitiva. Con el material de este nuevo LP es ciertamente fácil ver por qué. Joe es un intérprete magistral que tiene un futuro muy brillante”. Un escritor no especificado de la revista Billboard calificó I'm Still Loving You como “uno de sus mejores LP hasta el momento”.

## Lista de canciones
| Lado uno |                            |                                    |          |  |
| N.º      | Título                     | Escritor(es)                       | Duración |  |
| 1.       | «I'm Still Loving You»     | Glenn Sutton George Richey         | 2:58     |  |
| 2.       | «How Lucky Can One Man Be» | Joe Stampley                       | 2:24     |  |
| 3.       | «Too Far Gone»             | Billy Sherrill                     | 2:42     |  |
| 4.       | «The Weatherman»           | Norris Wilson Carmol Taylor Richey | 2:08     |  |
| 5.       | «I Live Just to Love You»  | Glenn Sutton                       | 2:47     |  |
| 6.       | «All the Good Is Gone»     | Wilson Dottie Bruce                | 2:09     |  |

| Lado dos |                              |                              |          |  |
| N.º      | Título                       | Escritor(es)                 | Duración |  |
| 1.       | «Strong Comeback»            | Wilson Taylor Bill Lancaster | 2:28     |  |
| 2.       | «Hello Charlie»              | Bobby Bond                   | 2:35     |  |
| 3.       | «A Night of Loving»          | Taylor Stampley Lancaster    | 2:57     |  |
| 4.       | «Can You Imagine How I Feel» | Stampley                     | 2:32     |  |
| 5.       | «Not Too Long Ago»           | Merle Kilgore Stampley       | 2:46     |  |

## Créditos y personal
Créditos adaptados desde las notas de álbum de I'm Still Loving You.
Personal técnico
- Norris Wilson – productor
- Charlie Tallent – ingeniero de audio
- Cam Mullins – arreglos (1, 3)
- Curt Allen – mezclas (7)

## Posicionamiento

### Gráfica semanal
| Gráfica (1974)                                    | Pico de posición |
| ------------------------------------------------- | ---------------- |
| Estados Unidos (Billboard Hot Country LPs)        | 7                |
| Estados Unidos (Cash Box Top Country Albums)      | 6                |
| Estados Unidos (Record World Country Album Chart) | 6                |

### Gráfica de fin de año
| Gráfica (1974)                               | Pico de posición |
| -------------------------------------------- | ---------------- |
| Estados Unidos (Cash Box Top Country Albums) | 72               |